# 소방준감

소방준감의 계급장

소방준감(消防準監, Fire Sub-deputy Chief)은 소방공무원 중 30여명 정도로 경무관 보다도 적다.
소방정의 위, 소방감의 아래로, 고위급 간부(소방 수뇌부)에 속한다.
고위공무원단 나급인 3급 부이사관, 국군의 준장(여단장, 동원사단장), 경찰의 경무관하고 동급이다.
소방정에서 11년 안에 승진하지 못하거나, 본 계급에서 6년 안에 소방감으로 승진하지 못하면 계급정년에 걸리게 되어 퇴직해야 한다. 
소방공무원 중에서도 거의 극소수에 한해서만 승진이 가능한 탓에, 승진 경쟁이 매우 치열한 편이며, 운이 좋아야 올라갈 수 있는 고위직이다. 
소방정의 십중팔구는 계급 정년에 걸려 퇴직하고 있는 실정이며, 운이 좋아야 올라갈 수 있는 고위직에 속한다(출신 성분하고는 관계 없음).
본 계급으로 승진하기 위해서는 소방사·소방교로 각각 1년 이상, 소방장·소방위로 각각 2년 이상, 소방경·소방령으로 각각 3년 이상, 소방정으로 4년 이상 재직해야 승진 자격이 주어졌는데, 2024년 소방인사제도가 개선되어 소방사~소방위까지 1년, 소방경 · 소방령 각각 2년, 소방정 3년으로 기준이 완화되었다.

## 국가직 소방준감 (2020년 4월 1일부터 국가직 일원화)
- 소방청 대변인, 119종합상황실장, 운영지원과장[5], 소방정책국, 119구조구급국 산하 과장[6]
- 경기북부소방재난본부장
- 강원, 전북, 충북, 대전, 대구, 광주, 울산 소방본부장
- 서울소방학교장
- 경기소방학교장
- 세종, 제주 소방안전본부장
- 창원소방본부장[7]
- 서울소방재난본부 과장
- 부산, 경기소방본부 과장
- 서울종합방재센터장
- 고양, 수원, 용인, 성남 소방서장

## 계급정년
- 6년 안에 소방감으로 승진하지 못하면 퇴직해야 한다.

## 같이 보기
- 소방관 계급 목록